# Cornu, Schweiz
Cornu är en kulle i Schweiz. Den ligger i kantonen Neuchâtel, i den västra delen av landet, 50 km väster om huvudstaden Bern. Toppen på Cornu är 1 173 meter över havet.